# Pseudopanurgus trimaculatus
Pseudopanurgus trimaculatus är en biart som beskrevs av Timberlake 1973. Pseudopanurgus trimaculatus ingår i släktet Pseudopanurgus och familjen grävbin. Inga underarter finns listade i Catalogue of Life.